# Tonium
| Äon                                      | Ära                                                 | Periode    | ≈ Alter (mya) |
| später                                   | später                                              | später     | jünger        |
| ---------------------------------------- | --------------------------------------------------- | ---------- | ------------- |
| P r o t e r o z o i k u m Dauer: 1959 Ma | Neoproterozoikum Jungproterozoikum Dauer: 459 Ma    | Ediacarium | 541 ⬍ 635     |
| P r o t e r o z o i k u m Dauer: 1959 Ma | Neoproterozoikum Jungproterozoikum Dauer: 459 Ma    | Cryogenium | 635 ⬍ 720     |
| P r o t e r o z o i k u m Dauer: 1959 Ma | Neoproterozoikum Jungproterozoikum Dauer: 459 Ma    | Tonium     | 720 ⬍ 1000    |
| P r o t e r o z o i k u m Dauer: 1959 Ma | Mesoproterozoikum Mittelproterozoikum Dauer: 600 Ma | Stenium    | 1000 ⬍ 1200   |
| P r o t e r o z o i k u m Dauer: 1959 Ma | Mesoproterozoikum Mittelproterozoikum Dauer: 600 Ma | Ectasium   | 1200 ⬍ 1400   |
| P r o t e r o z o i k u m Dauer: 1959 Ma | Mesoproterozoikum Mittelproterozoikum Dauer: 600 Ma | Calymmium  | 1400 ⬍ 1600   |
| P r o t e r o z o i k u m Dauer: 1959 Ma | Paläoproterozoikum Altproterozoikum Dauer: 900 Ma   | Statherium | 1600 ⬍ 1800   |
| P r o t e r o z o i k u m Dauer: 1959 Ma | Paläoproterozoikum Altproterozoikum Dauer: 900 Ma   | Orosirium  | 1800 ⬍ 2050   |
| P r o t e r o z o i k u m Dauer: 1959 Ma | Paläoproterozoikum Altproterozoikum Dauer: 900 Ma   | Rhyacium   | 2050 ⬍ 2300   |
| P r o t e r o z o i k u m Dauer: 1959 Ma | Paläoproterozoikum Altproterozoikum Dauer: 900 Ma   | Siderium   | 2300 ⬍ 2500   |
| früher                                   | früher                                              | früher     | älter         |

Das Tonium ist ein chronostratigraphisches System und eine geochronologische Periode der Geologischen Zeitskala. Es ist das achte System des Proterozoikums und das erste des Neoproterozoikums. Es begann vor 1000 Millionen Jahren und endete vor 720 Millionen Jahren, dauerte also 280 Millionen Jahre. Es folgte auf das Stenium und ging dem Cryogenium voraus.

## Namensgebung und Definition
Der Name Tonium ist abgeleitet vom Altgriechischen τόνος (tόnos), ausdehnen (τείνειν). Er spielt auf die weitere Ausdehnung der damaligen Kratone an.
Beginn und Ende des Toniums sind nicht durch GSSPs definiert, sondern durch GSSAs (Global Stratigraphic Standard Ages), das heißt auf meist volle 100 Millionen Jahre gerundete Durchschnittswerte radiometrischer Datierungen globaler tektonischer Ruhephasen.

## Geologie
Das herausragende geologische Ereignis im Tonium war die Existenz eines einzigen Superkontinentes, Rodinia, der allerdings bereits zu Ende des Toniums wieder zu zerfallen begann. Der endgültige Zerfall kann um 725 mya situiert werden.  In Rodinia waren fast alle Kratone (die alten Festlandkerne der heutigen Kontinente) bereits enthalten. Gleichzeitig existierte analog ein einziger gigantischer Ozean, Mirovia genannt, der den Megakontinent Rodinia umschloss.
Im Tonium fanden Gebirgsbildungsprozesse statt, die allerdings erst zum Teil bekannt bzw. erforscht sind. Der Beginn der Periode überschneidet sich mit dem Ende der Grenville-Orogenese, einer wichtigen gebirgsbildenden Phase, die sich während der Entstehung Rodinias ereignete und während derer u. a. Gebirgszüge im heutigen Osten und Südosten Nordamerikas und auf dem heutigen indischen Subkontinent geformt wurden. Die Grenville-Orogenese war um 980 mya mit der Rigolet Orogeny zu Ende gegangen. Während des Toniums selbst fand u. a. die etwas weniger bedeutende Edmundian Orogeny (ca. 1030 bis 950 mya) statt, die Teile des heutigen Westaustraliens formte.
Das frühe und das mittlere Neoproterozoikum (Zeitraum 900 bis 700 mya) werden in Laurentia von Dehnungstektonik in Ost-West-Richtung geprägt. Dieses gegenüber dem Mesoproterozoikum völlig neue Spannungsregime (es hatte ab 950 mya eine Rotation der Zugspannung von Nordost-Südwest auf Ost-West stattgefunden) sollte ungefähr 200 Millionen Jahre Bestand haben und wird von zahlreichen, sedimentären Formationen im nördlichen Arizona und zentralen Utah dokumentiert.
Im europäischen Raum (Schottland und Baltica) war es im Verlauf der Grenville-Orogenese  zwischen 1100 und 1000 mya zur Andockung Amazonias von Süden gekommen. Die relativ weiche Kollision ohne bedeutende Krustenverdickung betraf neben den Svekonorwegiden das Midland Valley Schottlands und das Grundgebirge des nordwestlichen Irlands. Zwischen 930 und 870 mya löste sich Baltica von Laurentia und Amazonia entlang eines Riftgrabens. Das sich öffnende Rift war von einer längeren Periode mit erhöhtem Magmatismus, Granitintrusionen und Metamorphose begleitet (beispielsweise im südlichen Norwegen um 915 mya von posttektonischen Graniten und in Schottland von 870 Millionen Jahre alten Mafiten und Granitgneisen der West Highlands, die der Glenfinnan Group und der Loch Eil Group angehören).
Die Svekonorwegiden waren ab 1100 mya in ihre Hauptverformungsphase getreten (D6) mit granulitfazieller Metamorphose und zwei Generationen von Granitintrusionen. Das Spätstadium (D7) begann ab 1025 mya und zog sich bis etwa 950 mya hin. Nachdem um 1025 mya Dolerit-Lagergänge eingedrungen waren, kam es zu Nord-Süd-orientierter Faltung und dem Aufdringen mittelkörniger, spät-svekonorwegischer Granite. Danach entstanden konjugierte Scherzonen und der Faltungsstil drehte auf Ost-West-Richtung. In der ab 945 mya einsetzenden posttektonischen Phase wurde das Orogen herausgehoben und von spröder Verwerfungstektonik erfasst. Die posttektonische Phase wird von zwei Granit-Intrusionsphasen begleitet mit mittelkörnigen Graniten um 945 mya und posttektonischen Graniten um 915 mya. Um 800 mya eingedrungene, Ostnordost-Westsüdwest-streichende Metagabbro-Gänge markieren das definitive Ende des herausgehobenen Orogens, das schließlich um 725 mya zu einer vorkambrischen Einebnungsfläche reduziert wurde.

## Biologische Entwicklung
Erstmals treten molekulare Signaturen moderner Eukaryoten auf. Ab 850 bis 800 mya war die Erde nach einer fast 1000 Millionen Jahre dauernden Ruhepause während des (bislang inoffiziellen) Rodiniums in einen zweiten Zyklus großer Umweltinstabilität eingetreten. Zu Anfang dieses Intervalls hatten die Stromatolithen eine enorme Ausbreitung und Diversifizierung erfahren, erlebten aber gegen 800 mya einen drastischen Artenrückgang.

## Stratigraphie

### Bedeutende Sedimentbecken und geologische Formationen
- Vindhya-Supergruppe im Norden Indiens – 1800/1700 bis 600 mya
- Chhattisgarh Supergroup in Indien – 1500 bis zirka 900 mya
- Supergruppe 1 des Taoudenni-Beckens (Westafrika-Kraton) – 998 bis 695 mya
  - Char-Gruppe in Mauretanien – ab 998 mya
  - Atar-Gruppe in Mauretanien – 890 bis 775 mya
- Atur Group des Rguibat-Schildes in Mauretanien – 890 bis 775 mya
- Espinhaço Supergroup des São-Francisco-Kratons in Brasilien – 1800 bis 900 mya[5]
  - Upper Espinhaço Sequence (Absinkbecken) – 1190 bis 900 mya
- Andrelândia-Becken des Süd-Brasília-Gürtels – 1061 bis zirka 930 mya
- Pahrump Group im Death Valley – 1200 bis zirka 550 mya
  - Beck Springs Dolomite – um 890 bis 760 mya
- Grand Canyon Supergroup in Arizona – 1250 bis 700/650 mya
  - Nankoweap-Formation – 940 bis 910 mya
  - Chuar Group – 900 bis 700 mya
- Big-Cottonwood-Formation im Norden Utahs – 920 bis 860 mya
- Uinta Mountain Group in Nordutah – 900 bis 820 mya
- Shaler Supergroup im Nordwesten Kanadas – 1077 bis 723 mya
- Bylot Supergroup auf Baffin Island in Kanada – 1267 bis 723 mya
- Torridonian Supergroup in Schottland – um 1200 bis 950 mya
  - Torridon Group – 1000 bis 950 mya
- Moine Supergroup in Schottland – um 1000 bis 873 mya
  - Loch Eil Group – 910 bis 873 mya
  - Glenfinnan Group – 910 bis 873 mya
  - Morar Group -980 bis 950 mya
- Yell Sound Division auf Shetland – 1030 bis 970 mya
- Krummedahl Succession im Osten Grönlands – 1030 bis 960 mya
- Krossfjorden Group auf Spitzbergen (Westterran) – 1030 bis 980 mya
- Brennevinsfjorden Group auf Spitzbergen (Ostterran) – 1030 bis 980 mya
- Svaerholt Succession im Norden Norwegens – 1030 bis 990 mya

## Geodynamik

### Orogenesen
- Zyklus der Grenville-Orogenese Laurentias:
  - Rigolet Orogeny – 1010 bis 980 mya
- Sveconorwegian Orogeny in Skandinavien (Hauptphase) – 1100 bis 950 mya
- Renlandian Orogeny des Valhalla-Orogens (Schottland, Shetland, Spitzbergen, Nordnorwegen) – 980 bis 910 mya
- Edmundian Orogeny in Australien – 1030 bis 950 mya

### Magmatismus
- Glenfinnan Group in den West Highlands von Schottland mit tholeiitischen Amphiboliten (Metabasalte) – 870 mya
- Loch Eil Group in Schottland mit tholeiitischen Amphiboliten – 870 mya
- Mittelkörnige, spät-svekonorwegische Granite – 1000 bis 990 mya und 945 mya
  - Treungen-Granit in Norwegen – 1000 mya
- Posttektonische Granite der Svekonorwegiden – 915 ± 35 mya
  - Herefoss-Granit in Südnorwegen[6]
  - Høvringsvatn-Granitkomplex im südlichen Norwegen – 945 Millionen Jahre BP[7]
  - Bohus-Granit im südwestlichen Schweden